# Marc Bernaus
Marc Bernaus Cano est un footballeur andorran né le 2 février 1977 à Andorre-la-Vieille. C'est lui qui a permis à l'équipe d'Andorre d'obtenir sa première victoire officielle contre la Macédoine en marquant l'unique but de la rencontre. Plus jeune, il a notamment joué pour le FC Barcelone.

## Carrière
- 1997-1999 : FC Barcelone B  Espagne
- 1999-2000 : CD Toledo  Espagne
- 2000-2001 : Terrassa FC  Espagne
- 2001-2003 : Gimnàstic de Tarragona  Espagne
- 2003-2004 : UD Las Palmas  Espagne
- 2003-2005 : Getafe CF  Espagne
- 2005-2007 : Elche CF  Espagne
- 2007-2008 : Polideportivo Ejido  Espagne
- 2008- : Girona FC  Espagne